# Хмел (футбольный клуб)
«Хмел» (чеш. Fotbalový klub Chmel Blšany) — бывший чешский футбольный клуб из города Блшани.

## История
Клуб был основан 18 января 1946 года и долгое время имел статус любительского. В 1988 году команда начала участвовать в чемпионате Чехословакии, дебютировав в Третьей лиге. В 1993 году команда вышла во Вторую лигу, а в 1998 году вырвалась и в Первую Гамбринус-лигу, заняв в первом же сезоне 6-е место из 16, по итогам сезона попала в Кубок Интертото и вышла в полуфинал (этот же успех команда повторила и в сезоне 2001 года). Следующие сезоны были не такими успешными: команда в основном занимала места с 10-го по 14-е, балансируя на грани выхода в низший дивизион. В 2006 году команда вылетела во Вторую лигу, где не продержалась следующий сезон и выбыла в Третью лигу, а затем и вовсе в 5-й дивизион, областную зону «Усти». С сезона 2010-2011 гг. клуб выступал в 4-м дивизионе.
В дальнейшем финансовые проблемы, обременяющие такой небольшой населенный пункт, превысили его возможности, и команда после четырех игр сезона 2016/17, две из которых были пропущены из-за неявки, была распущена.
Команда выступала на местном стадионе вместимостью 2300 мест для сиденья (после реконструкции), при этом, даже если все жители города, включая грудных младенцев, явились на матч, свободных мест все равно осталось бы около 1300.

## Выступление в чемпионате и Кубке Чехии
| Сезон   | Лига/дивизион             | Уров. | Место | Кубок         |
| ------- | ------------------------- | ----- | ----- | ------------- |
| 1993/94 | Вторая лига               | 2     | 7     | Первый раунд  |
| 1994/95 | Вторая лига               | 2     | 10    | 1/8 финала    |
| 1995/96 | Вторая лига               | 2     | 11    | Второй раунд  |
| 1996/97 | Вторая лига               | 2     | 5     | Первый раунд  |
| 1997/98 | Вторая лига               | 2     | 1     | 1/8 финала    |
| 1998/99 | Gambrinus лига            | 1     | 6     | Третий раунд  |
| 1999/00 | Gambrinus лига            | 1     | 10    | 1/8 финала    |
| 2000/01 | Gambrinus лига            | 1     | 10    | 1/2 финала    |
| 2001/02 | Gambrinus лига            | 1     | 14    | Третий раунд  |
| 2002/03 | Gambrinus лига            | 1     | 14    | Второй раунд  |
| 2003/04 | Gambrinus лига            | 1     | 13    | 1/4 финала    |
| 2004/05 | Gambrinus лига            | 1     | 12    | Второй раунд  |
| 2005/06 | Gambrinus лига            | 1     | 16    | 1/8 финала    |
| 2006/07 | Вторая лига               | 2     | 8     | Первый раунд  |
| 2007/08 | Богемская футбольная лига | 3     | 18    | Первый раунд  |
| 2008/09 | Дивизион B                | 4     | 14    | не участвовал |
| 2009/10 | Чемпионат Устецкого края  | 5     | 3     | не участвовал |
| 2010/11 | Чемпионат Устецкого края  | 5     | 3     | не участвовал |
| 2011/12 | Дивизион B                | 4     | 16    | не участвовал |
| 2012/13 | Чемпионат Устецкого края  | 5     | 7     | не участвовал |
| 2013/14 | Чемпионат Устецкого края  | 5     | 8     | не участвовал |
| 2014/15 | Чемпионат Устецкого края  | 5     | 11    | не участвовал |
| 2015/16 | Чемпионат Устецкого края  | 5     | 11    | не участвовал |
| 2016/17 | Чемпионат Устецкого края  | 5     | 16    | не участвовал |